# Mab (mjesec)
Mab (također Uran XXVI) je prirodni satelit planeta Uran, iz grupe manjih unutarnjih pravilnih, s oko 24.8 kilometara u promjeru i orbitalnim periodom od 0.923 dana.